# روبرت سيبا
روبرت سيبا (بالبولندية: Robert Ciba)‏ (مواليد 29 نوفمبر 1969) هو ملاكم بولندي، مثّل بلاده في الألعاب الأولمبية الصيفية 1992.

## روابط خارجية
روبرت سيبا على موقع أوليمبيديا (الإنجليزية)
- روبرت سيبا على موقع اللجنة الأولمبية البولندية (مؤرشف) (البولندية)